# Timothy Awany
Timothy Awany (Kampala, 6 de agosto de 1996) é um futebolista  ugandense que atua como defensor pelo FC Ashdod.

## Seleção nacional
Timothy Awany representou o elenco da Seleção Ugandense de Futebol no Campeonato Africano das Nações de 2017.